# Prykordonna Ułaszaniwka
Prykordonna Ułaszaniwka (ukr. Прикордонна Улашанівка) – wieś na Ukrainie, w obwodzie chmielnickim, w rejonie sławuckim. W 2001 roku liczyła 221 mieszkańców.
Wieś położona jest nad rzeką Żarychą (zwaną też Soroką), 20 km na północny zachód od Sławuty i 20 km na południe od Hoszczy.